# Episodi di Homicide Hills - Un commissario in campagna (quarta stagione)
La quarta stagione di Homicide Hills - Un Commissario in Campagna è stata trasmessa sul canale tedesco Das Erste dall'8 marzo al 12 aprile 2022.
In Italia, la stagione è stata trasmessa in prima visione assoluta su Rai 3 dal 18 giugno al 23 luglio 2023.
| n° | Titolo originale      | Titolo italiano    | Prima TV originale | Prima TV Italia |
| -- | --------------------- | ------------------ | ------------------ | --------------- |
| 1  | Hengasch, Liebenich   | La nuova squadra   | 8 marzo 2022       | 18 giugno 2023  |
| 2  | Kartoffelking         | Il re delle patate | 8 marzo 2022       | 25 giugno 2023  |
| 3  | Brennt Hengasch!      | Brucia Hengasch!   | 15 marzo 2022      | 2 luglio 2023   |
| 4  | Hackestüpp            | Il tagliamorte     | 22 marzo 2022      | 9 luglio 2023   |
| 5  | Die Letzten ihrer Art | Una strana comune  | 5 aprile 2022      | 16 luglio 2023  |
| 6  | Sauberer Abgang       | L'ultimo caso      | 12 aprile 2022     | 23 luglio 2023  |